# Otuyo

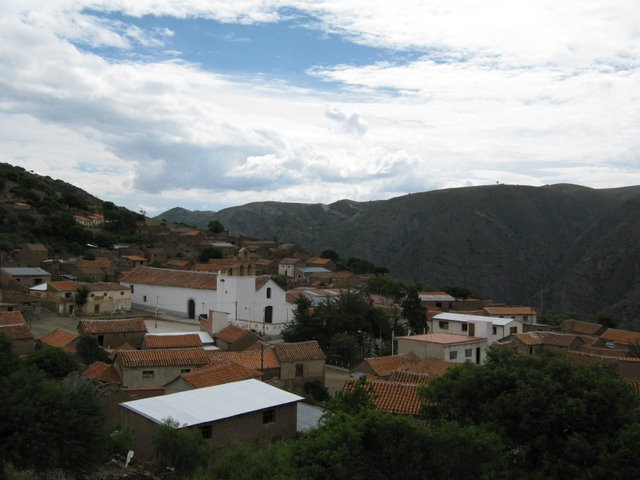
Otuyo

Otuyo is een plaats in het departement Potosí in Bolivia. Het is de hoofdplaats van de kanton Otuyo in de gemeente Betanzos in de provincie Cornelio Saavedra. 